# Robert Bostwick Carney
Robert Bostwick Carney, ameriški admiral, * 26. marec 1895, † 25. junij 1990. 
Po njem so poimenovali USS Carney (DDG-64).